# GD 153
GD 153 är en vit dvärg i stjärnbilden Berenikes hår.
Stjärnan har visuell magnitud +13,35 och kräver teleskop för att kunna observeras.

## Läs mera
- Bohlin, Ralph C. ; Colina, Luis ; Finley, David S. (september 1995). ”White Dwarf Standard Stars: G191-B2B, GD 71, GD 153, HZ 43” (på engelska). Astronomical Journal 110:  sid. 1316. doi:10.1086/117606. Läst 3 oktober 2022.